# Gerson Tristão
Gerson da Rocha Tristão (29 luglio 1947 – 18 gennaio 2016) è stato un allenatore di calcio a 5 brasiliano.

## Carriera
Tristão ha partecipato alla spedizione brasiliana al FIFA Futsal World Championship 1989 dove i verdeoro si sono laureati campioni del mondo. Si tratta dell'unica competizione mondiale a cui ha preso parte l'allenatore brasiliano.

## Palmarès
- Campionato mondiale: 1

Paesi Bassi 1989